# Qeqertarsuatsiaat
Qeqertarsuatsiaat (in danese Fiskernæs o Fiskenæsset) è un piccolo villaggio della Groenlandia di 273 abitanti (gennaio 2005). Si trova su un'isoletta nel Mare del Labrador a pochi km dalla costa; appartiene al comune di Sermersooq. Il suo nome in Kalaallisut significa l'isola alquanto grande e fu fondato nel 1754 dal mercante danese Anders Olsen.